# Psiguria pedata
Psiguria pedata là một loài thực vật có hoa trong họ Cucurbitaceae. Loài này được (L.) R.A. Howard miêu tả khoa học đầu tiên năm 1973.